# Rudolf Rusche
Rudolf Gustav Albert Rusche (né le 20 décembre 1857 à Dalbersdorf et mort le 25 octobre 1938 à Jannowitz) est un lieutenant général prussien pendant la Première Guerre mondiale.

## Biographie
Après avoir obtenu son diplôme d'études secondaires, Rusche s'engage le 3 octobre 1879 en tant que cadet du drapeau dans le 9e régiment de dragons de l'armée prussienne à Metz. Il y est nommé enseigne le 13 mai 1880 et promu au grade de sous-lieutenant le 12 février 1881. Du 31 mars 1890 au 16 mars 1894, Rusche est adjudant de régiment, entre-temps il devint premier-lieutenant le 20 septembre 1890 et est ensuite commandé à l'état-major général. En même temps que sa promotion au grade de Rittmeister le 22 mars 1895, il est ensuite agrégé au Grand État-Major et finalement intégré à celui-ci le 18 avril 1895. Le 10 septembre 1898, il est transféré à Insterbourg en tant que chef d'escadron dans le 12e régiment d'uhlans (de).
Après l'assassinat de l'envoyé Clemens von Ketteler, Rusche se porte volontaire le 9 juillet 1900 pour rejoindre le régiment de cavalerie d'Asie de l'Est, avec lequel il participe à la répression de la révolte des Boxers en tant que chef d'escadron en Chine. Il y est muté le 20 novembre 1900 à l'état-major du corps expéditionnaire d'Asie de l'Est sous les ordres du maréchal général Alfred Graf von Waldersee et est décoré de l'ordre de l'Aigle rouge de 4e classe avec épées pour ses services rendus pendant la campagne.
En octobre 1901, Rusche retourne en Empire allemand, est de nouveau agrégé au Grand État-Major et, le 12 octobre 1901, est commandé à l'état-major général de la 13e division d'infanterie à Münster. Six jours plus tard, il est déjà transféré ici et utilisé comme premier officier d'état-major général jusqu'au 17 juillet 1903. Il occupe ensuite le même poste à l'état-major général du 15e corps d'armée à Strasbourg jusqu'au 30 septembre 1906. À partir du 1er octobre 1906, Rusche est à nouveau affecté au Grand État-major général, où il est finalement chargé, le 27 janvier 1908, d'assurer les affaires en tant que chef de division et est promu lieutenant-colonel le 18 mai 1908. Le 3 mars 1909, Rusche retourne au service des troupes et est tout d'abord chargé de diriger le 22e régiment de dragons à Mulhouse, puis nommé commandant le 21 juillet 1908 et promu colonel le 21 avril 1911. Rusche quitte le régiment au bout de trois ans pour prendre en charge la 9e brigade de cavalerie à Glogau. C'est là qu'il est promu au grade de général de division le 22 avril 1914.

### Première Guerre mondiale
Avec le déclenchement de la Première Guerre mondiale, Rusche mène sa brigade sur le terrain, combattant d'abord en Belgique neutre à la bataille de Namur, puis en France à Saint-Quentin et sur la Marne. Fin octobre 1914, il se déplace avec sa brigade sur le front de l'Est et y est déployé au fur et à mesure que la guerre progresse sur la Warta, près de Lodz et sur la Rawka-Bzura. Il commande également sa grande unité lors du siège d'Halicz, participe à la conquête de Pinsk, combat sur le Stokhod et enfin à la guerre de tranchées dans les marais de Pripet. C'est là que Rusche prend brièvement le commandement de la 5e division de cavalerie le 13 août 1916, avant d'être nommé le 19 septembre 1916 à la tête d'une division portant son nom et formée au sein du groupe d'armées Bernhardi. Cette division est insérée dans le front autrichien et résiste par la suite à plusieurs reprises aux attaques russes. Notamment lors de la bataille de Kovel. Le 1er octobre 1916, l'unité divisionnaire est étatisée et reçoit le nom de 92e division d'infanterie. Avec cette division, Rusche contribue de manière décisive aux succès de la défense en Volhynie.
Le 22 avril 1917, Rusche reçoit le commandement de la 3e division de réserve sur le front occidental. De fin juillet à fin septembre 1917, ses troupes peuvent défendre les secteurs attribués en Flandre contre les troupes alliées attaquantes. Le 27 janvier 1918, Rusche est promu au rang de lieutenant-général. Dans les mois qui suivent, la division est engagée dans des combats de position sur l'Ailette et l'Avre et ne reprend l'offensive qu'auprès de la 18e armée lors de la bataille de Noyon du 9 au 13 juin 1918. Malgré un faible gain de terrain, l'opération n'aboutit pas à l'objectif souhaité. En juillet 1918, la division est jetée en réserve par l'OHL dans la bataille défensive de Soissons et peut y empêcher la percée menaçante des troupes du maréchal Foch. Elle participe ensuite à la bataille de défense mobile entre la Marne et la Vesle, puis de fin août à début septembre 1918 à la Bataille de Monchy- Bapaume. Ensuite, la division est à nouveau transférée sur le front des Flandres, mais début novembre 1918, elle ne peut repousser l'ennemi qui l'attaque sur la Lys et se replie sur la position Anvers-Meuse. À la suggestion de son général commandant, le baron maréchal von Altengottern, Rusche fut décoré le 4 novembre 1918 de la plus haute distinction prussienne pour bravoure, l'ordre Pour le Mérite, pour ses performances sur le front occidental.
Après la fin de la guerre, Rusche ramène sa division dans son pays et est brièvement chargé, le 24 novembre 1918, de diriger le corps de réserve de la Garde. Moins d'un mois plus tard, il est nommé général commandant adjoint du 5e corps d'armée, mais dès le 6 janvier 1919, il est relevé de son commandement à sa demande, mis à disposition et mis à la retraite.

## Décorations
- Ordre de l'Aigle rouge de 3e classe avec épées sur anneau[1]
- Ordre de la Couronne de 3e classe [1]
- Croix de décoration de service prussien[1]
- Chevalier de l'ordre de Berthold Ier[1]
- Croix d'Honneur de 3e classe de l'ordre de la Maison de Lippe[1]
- Croix de chevalier de 1re classe de l'ordre d'Albert avec couronne[1]
- Officier de l'ordre de la Couronne d'Italie[1]